# قائمة القوى العظمى القديمة

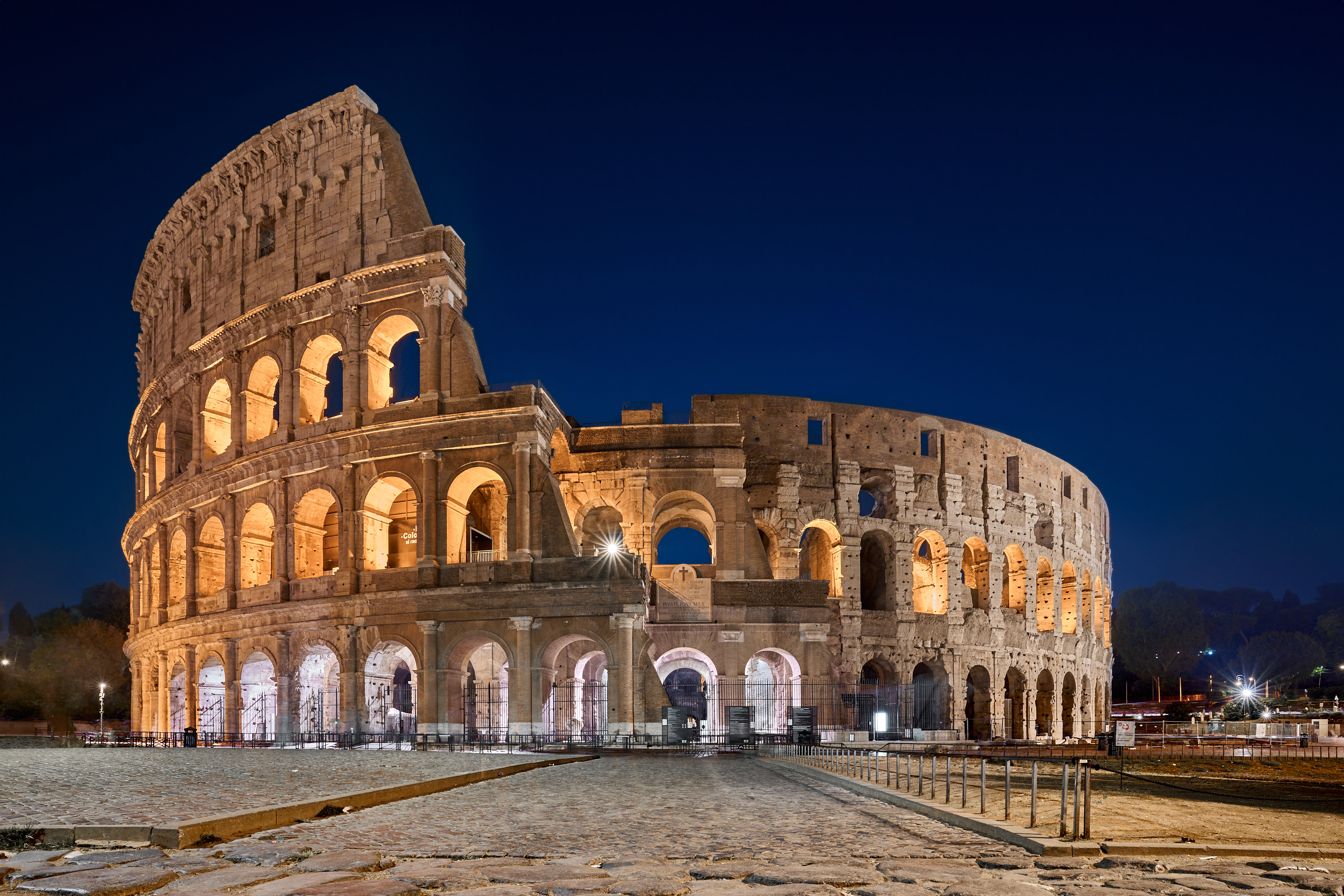
الكولوسيوم من الخارج ليلا حيث يظهر الجدار الخارجي السليم (في اليسار) والجدار الداخلي السليم (على اليمين). الكولوسيوم هو أحد أهم رموز الإمبراطورية الرومانية

في السياق الأوروبي، ظهر مصطلح القوى العظمى لأول مرة في أوروبا في الفترة بعد الحروب النابليونية. ظهرت التفرقة بين القوى الصغيرة والقوى العظمى مع توقيع معاهدة شومونت في 1814. القوة العظمى هي أمة أو دولة والتي تمكنها قوتها الاقتصادية والسياسية والعسكرية من فرض قوتها وتأثيرها ليس فقط داخل حدودها، وإنما إلى مناطق أخرى من العالم.
يصف المصطلح التاريخي «أمة عظمى»  بأنها مجموعة من الناس يعيشون في دولة أو أرض معينة، بينما يصف مصطلح «إمبراطورية عظمى»  بأنها مجموعة معينة من الدول أو الولايات تحت سلطة عليا واحدة. تم استخدام المصطلحين في العامية بين الناس في المحادثات التاريخية الطبيعية (لغة مهنية تاريخية).

## الشرق الأدنى القديم
| الشرق الأدنى القديم                     |                              |
| --------------------------------------- | ---------------------------- |
|                                         |                              |
| مصر القديمة الإمبراطورية الحيثية كيشيون | آشور ميتاني يونان الموكيانية |

يشمل مصطلح الشرق الأدنى القديم الحضارات المبكرة أثناء الفترة التي تمتد في العصر البرونزي منذ صعود سومر ونقادة في الألفية الرابعة قبل الميلاد وحتى توسع الإمبراطورية الفارسية في القرن السادس قبل الميلاد. يشمل المصطلح حضارة ما بين النهرين (حديثا العراق وسوريا) ومصر القديمة وفارس (حديثا إيران) وأرمينيا والشام (حديثا إسرائيل والأردن ولبنان وسوريا وفلسطين) وفي بعض الأحيان الأناضول (حديثا تركيا).

### مصر القديمة
كانت مصر القديمة واحدة من أولى الحضارات البشرية مع بدايتها في وادي النيل الخصيب حوالي 3000 قبل الميلاد. وصلت مصر القديمة إلى ذروة قوتها أثناء المملكة الحديثة (1570-1070 ق.م) تحت حكم بعض الفراعنة العظماء. كانت مصر القديمة قوة عظمى تنافس حضارات الشرق الأدنى القديم وحضارات البحر المتوسط وحضارات جنوب الصحراء الكبرى. امتدت الإمبراطورية جنوبا حتى داخل النوبة وامتلكت أراض واسعة في جميع أنحاء الشرق الأدنى. الجمع بين وادي النيل الخصيب والحدود الطبيعية التي جعلت الغزو الخارجي غير ممكن بالإضافة إلى الجيش الذي يقاتل حين الحاجة، كل ذلك حول مصر إلى قوة عظمى.
كانت مصر القديمة من أولى الحضارات التي امتلكت نظاما للكتابة ومشاريع بناء ضخمة. إلا أنه ومع تطوير الحضارات المجاورة جيوشا قادرة على عبور حدود مصر الطبيعية، لم يكن الجيش المصري قادرا دائما على طردهم. لذا وبحلول 1000 ق.م بدأت تأثير مصر كحضارة مستقلة يضعف.

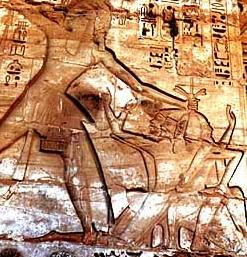
رمسيس الثاني يعاقب شعوب البحر. نقوش من معبد الكرنك

أسس فراعنة المملكة الحديثة فترة غير مسبوقة من الرخاء عن طريق تأمين الحدود وتقوية العلاقات الدبلوماسية مع الدول المجاورة. اشتعلت الحملات العسكرية تحت حكم تحتمس الأول وحفيده تحتمس الثالث ليمتد تأثير الفراعنة على أكبر إمبراطورية شهدتها مصر على الإطلاق. صعد أمنحوتب الرابع إلى العرش وقام بسلسلة من الإصلاحات المتطرفة والفوضاوية، حيث غير اسمه إلأى إخناتون حيث وصف الإله آتون بالإله الأعلى ومنع عبادة الآلهة الأخرى، كما هاجم سلطة الكهنة. قام إخناتون أيضا بنقل العاصمة إلى مدينة أخيتاتون الجديدة ولم ينتبه إلى الشئون الخارجية وغمر نفسه بأسلوبه الفني والديني الجديد. بعد وفاته تم التخلي عن دين آتون سريعا كما قام الفراعنة التالين له بإزالة أي ذكر لهرطقة إخناتون. تعرف هذه الفترة حاليا باسم حقبة العمارنة.
صعد رمسيس العظيم إلى العرش واتجه نحو بناء المزيد من المعابد ونصب المزيد من التماثيل والمسلات وإنجاب العديد من الأطفال أكثر من أي فرعون آخر في التاريخ. قاد رمسيس جيشه ضد الحيثيين في معركة قادش، وبعد وصول القتال إلى طريق مسدود وافق في النهاية على عقد أول معاهدة سلام في التاريخ. إلا أن غنى مصر جعلها هدفا للأطماع الخارجية خاصة من الليبيين وشعوب البحر المتوسط. في البداية تمكن الجيش من طرد هذه الغزوات، إلا أن مصر في النهاية خسرت حكم كل من سوريا وفلسطين. تزايد تأثير التهديدات الخارجية بسبب المشاكل الداخلية كالفساد ونهب المقابر والاضطرابات الداخلية. امتلك الكهنة في معبد آمون بطيبة مساحات شاسعة من الأراضي والثروة، وأدت سلطتهم المتزايدة إلى انشقاق البلاد في الفترة الانتقالية الثالثة.
تشمل إنجازات قدماء المصريين المحاجر، وطرق البحث والبناء التي سهلت بناء الأهرام العظيمة والمعابد والمسلات، ونظام الرياضيات، ونظاما فعالا وعمليا في الطب، وأنظمة الري وطرق زيادة الإنتاج الزراعي، وأول سفن معروفة، وتنكولوجيا الخزف والزجاج المصرية، وأشكال جديدة من الأدب، ووأول معاهدة سلام معروفة في التاريخ. تركت مصر إرثا ضخما. تم تقليد الفن والهندسة المصرية بصورة واسعة، وانتقلت آثار مصر إلى جميع بقاع العالم، كما ألهمت أطلال آثارهم مخيلة المسافرين والكتاب لقرون. أدت حملة استكشاف الآثار والتنقيب عنها في العصر الحديث المبكر إلى البحث العلمي في الحضارة المصرية وإلى تقدير أكبر لإرثها الثقافي لمصر وللعالم.

### سومر وآكاد
تعتبر سومر من أولى الحضارات في الشرق الأدنى القديم والتي كانت واقعة في بلاد ما بين النهرين (حديثا العراق) من فترة أقدم السجلات والتي ترجع إلى منتصف الألفية الرابعة ق.م وحتى صعود الحضارة البابلية في آخر الألفية الثالثة ق.م. ينطبق مصطلح سومري على كل متحدثي اللغة السومرية. تعتبر سومر (بالإضافة إلى مصر القديمة وحضارة وادي السند) أول مجتمع مستقر في العالم يتميز بكل الصفات المطلوبة ليكون «حضارة» كاملة. في النهاية امتدت الحضارة لتصبح إمبراطورية .
| المملكة الحورية |
| --------------- |
|                 |

### مملكة ميتاني
الحوريون هم الشعوب التي سكنت شمال بلاد ما بين النهرين حوالي 2500 ق.م. كانت المملكة الحورية في الشرق الأدنى القديم شمال بلاد ما بين النهرين وعاشت هذه الشعوب في المناطق المجاورة أثناء العصر البرونزي. تعتبر مملكة ميتاني أكبر أمة حورية وأكثرها تأثيرا. يعتبر جزء كبير من سكان الإمبراطورية الحيثية حوريين، كما أثر الحوريون كثيرا في الأساطير الحيثية.
في أول العصر الحديدي المبكر، تم استيعاب الحوريين داخل شعوب أخرى ما عدا ربما مملكة أورارتو. لم يكن الحوريون متحدين تماما حيث كانوا ممالك شبه إقطاعية. كانت مملكة ميتاني في ذورة قوتها في القرن الرابع عشر ق.م. بحلول القرن الثالث عشر ق.م كانت الممالك الحورية قد تم غزوها بواسطة القوى الأجنبية وخاصة الأشوريين.

### بلاد بابل
أثرت الإمبراطورية البابلية القديمة تأثيرا عميقا سواء سياسيا أو اجتماعيا أو ثقافيا على الشرق الأدنى. مدينة بابل نفسها كانت مركزا للتطورات التاريخية المحورية لعدة قرون. كان هناك ثلاث سلالات بابلونية رئيسية: العموريون والكيشيون والكلدانيون. كان هذا الكيان السياسي مسيطرا في الجزء الجنوبي من بلاد ما بين النهرين والذي تواجد كمنافس مستمر للآشوريين في الشمال. على الرغم من الإمبراطورية البابلية تم غزوها ونهبها عدة مرات، إلا أنها تواجدت كوجود قوي من آخر الألفية الثالثة ق.م وحتى منتصف القرن السادس ق.م. بعد سقوط الإمبراطورية الآشورية في 612 ق.م، أصبحت الإمبراطورية البابلية أقوى إمبراطورية في العالم القديم. كانت عاصمتها بابل مزخرفة بشكل جمالي بواسطة الملك نبوخذنصر والذي نصب العديد من المباني الشهيرة. حتى بعد الإطاحة بالإمبراطورية البابلية بواسطة الملك فارسي سايروس العظيم في 539 ق.م، استمرت المدينة في كونها مركزا ثقافيا مهما. تعتبر هذه الفترة ذروة سيطرة البابلونيين طوال تاريخهم الممتد لحوالي 2500 سنة. تم غزو مدينة بابل رسميا بواسطة الإمبراطورية الأخمينية في أواخر القرن السادس ق.م.
| الإمبراطورية الآشورية الحديثة |
| ----------------------------- |
|                               |

### الآشوريون
في الأوقات التاريخية المبكرة، أشار مصطلح آشوري إلى المنطقة في أعالي نهر دجلة والتي تسمى على اسم عاصمتها مدينة آشور القديمة. لاحقا بعد أن سيطرت الأمة أو الإمبراطورية على كل من الهلال الخصيب ومصر ومعظم الأناضول، أشار مصطلح آشوري إلى الجزء الشمالي من بلاد ما بين النهرين (الجزء الجنوبي هو بلاد بابل) وعاصمتها نينوى. كان موطن الآشوريين قرب منطقة جبلية تمتد على طول نهر دجلة ويمتد حتى مرتفعات أرمينيا والتي تعرف أحيانا باسم «جبال آشور». حكم الملوك الآشوريين مملكة ضخمة في ثلاثة أوقات مختلفة من التاريخ والتي تُعرف باسم الممالك الآشورية القديمة والمتوسطة والحديثة. كانت الإمبراطورية الآشورية الحديثة هي أقوى أمة في هذه الفترة بين 934 و609 ق.م.
هاجم شلمنصر الثالث (858-823 ق.م) بلاد بابل وحولها إلى إقطاعية تابعة له كما هزم الآراميين والإسرائيليين وأورارتو والفينيقيين والدول الحيثية الجديدة وأجبر كل هؤلاء على دفع الضريبة إلى الإمبراطورية الآشورية. ورث شمشي أدد الخامس (822-811 ق.م) الإمبراطورية مثقلة بالحروب الأهلية والتي استغرقت معظم فترة حكمه ليخمدها. تلاه أدد نيراري الثالث والذي كان مجرد طفل، وبالتالي حكمت الإمبراطورية الملكة الشهيرة سميراميس حتى 806 ق.م. في هذه السنة أخذ أدد نيراري الثالث مقاليد الحكم. بعد وفاته المبكرة لم تتمكن الإمبراطورية الآشورية من التوسع مجددا أثناء فترة حكم شلمنصر الرابع (782-773 ق.م) وآشور دان الثالث (772-755 ق.م) وآشور نيراري الخامس (754-756 ق.م).
تحت حكم آشوربانيبال (669-627 ق.م) امتدت سيطرة الإمبراطورية من جبال القوقاز شمالا إلى النوبة ومصر وشبه الجزيرة العربية جنوبا، ومن قبرص وعكا غربا إلى بلاد فارس شرقا. دمر آشوربانيبال عيلام كما أخمد ثورة يقودها أخوه شماش شون أوكيم والذي كان ملك بابل الآشوري، كما انتقم بشدة من الكلديين والأنباط والعرب الذين ساندوه. كانت بلاد فارس وميديون إقطاعيات خاضعة لآشوربانيبال. بنى آشوربانيبال مكتبات ضخمة وبدأ موجة من بناء المعابد والقصور.

### مملكة سبأ
| مملكة سبأ |
| --------- |
| مملكة سبأ |

تأسست مملكة سبأ العربية اليمنية في 1500 ق.م على الأقل وازدهرت في القرنين العاشر والتاسع قبل الميلاد. كانت اول مملكة تستخدم النظام الفيدرالي بالتاريخ وعاصمتها مأرب وكان من ضمن اتحادها الفيدرالي مملكة معين، ومملكة قتبان، ومملكة حضرموت. وأمتد حكمها الى بلاد الحبشه، وأسسوا مستوطنات بالقرب من فلسطين والعراق.
ازدهرت في القرن الثامن قبل الميلاد، واهتموا بالفلسفة وظهر ذلك بنوع نظام الحكم الذي اتخذوه «نظام فيدرالي» والفلك وانشئوا المعابد والمكاتب وبرعوا ببناء انظمة الري والسدود، وبنأوا أكثر من 120 سد، وأشهرها وكبرها سد مأرب العضيم، الذي عكس براعتهم بالهندسه الذي بني بأحجار الجرانيت والجبس ودعم بقضبان من النحاس وكان يروي الآف الهكتارات من الأراضي الزراعية ويقاران بسدود عصرنا الحالي. كما أنشأوا علاقات تجارية مع شواطئ أفريقيا وبلاد بعيدة مثل الهند واليونان.
اشتهرت المملكة أيضًا بالزراعة، حيث استغلوا الأمطار الوفيرة في المنطقة، كما اشتهرت المملكة بالتجارة، حيث سيطروا على طرق التجارة وتاجروا بالبخور واللبان والتوابل والعطور، وكانوا محتكرين لهذه التجارة في العالم القديم.
اشتهرت ايضا المملكة بالثراء، وظهر ذلك في الأدبيات الكلاسيكية اليونانية والبيزنطية والعربية والعبرية وسمأوها «العربية السعيدة». كما كانت ذات أهمية خاصة لدى الشعوب القديمة حول البحر الأبيض المتوسط، كونها مصدر القوافل التجارية المحملة بالبخور والتوابل العطرية
تعتبر قصة ملكة سبأ وزيارتها الى النبي سليمان من أشهر القصص المتعلقة بمملكة سبأ.

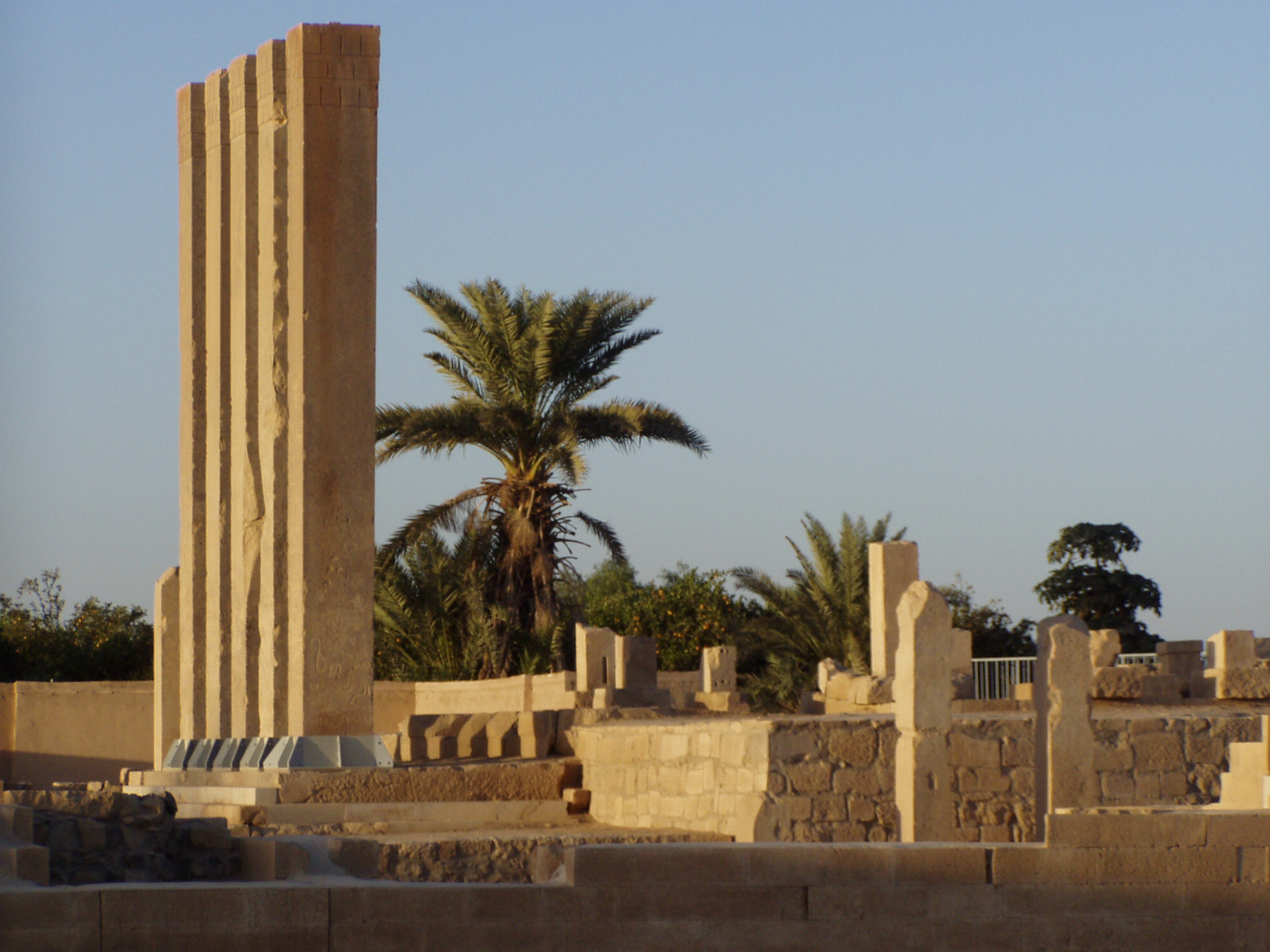
معبد أوام (عرش الملكة بلقيس).

وكان السبئيون يعبدون القمر والشمس وكوكب الزهرة في القرون القديمة، ولكن في القرن الأول قبل الميلاد اعتنقوا عبادة إله واحد هو رحمن. كانت المملكة تشتهر بسدودها وسيطرتها على الطرق التجارية، وكان لها نظام كتابة خاص يعرف بخط المسند.
أنتهت الامبراطورية بغزوا مملكة حمير التي كانت ضمن الاتحاد الفيدرالي لها بعام 275 م وما يزال جزء كبير منها غامض بسبب قلت التنقيب والبحوثات.

### الإمبراطورية الحيثية
| الإمبراطورية الحيثية |
| -------------------- |
|                      |

كان الحيثيون شعبا قديما يتحدثون لغة هندو أوروبية والذين أسسوا مملكة متمركزة في حتوساس في شمال وسط الأناضول منذ القرن الثامن عشر ق.م. في القرن الرابع عشر ق.م وصلت الإمبراطورية الحيثية إلى ذروتها لتشمل وسط الأناضول وشمال غرب سوريا حتى أوغاريت وشمال بلاد ما بين النهرين. بعد 1180 ق.م تحللت الإمبراطورية إلى عدة ولايات حيثية جديدة والتي بقي بعضها حتى القرن الثامن ق.م.
اشتهر الحيثيون بمهارتهم في بناء العجلات الحربية كما توضح معركة قادش. كان الحيثيون روادا في العصر الحديدي حيث صنعوا الأدوات الحديدية منذ أول القرن الرابع عشر ق.م مما جعلهم ربما أول من استخدموا الحديد. نقل الحيثيون الكثير من المعرفة والتقاليد من الشرق الأدنى القديم إلى اليونانيين في أوروبا المستقرين حديثا.
اعتمد ازدهار الحيثيين غالبا على تحكمهم في طرق التجارة ومصادر المعادن. بسبب أهمية شمال سوريا للطرق الحيوية التي تربط بوابات سليسن ببلاد ما بين النهرين، كانت الدفاعات في هذه المنطقة لا غنى عنها وتم اختبارها بوساطة التوسع المصري تحت حكم الفرعون رمسيس الثاني. لم تكن معركة قادش حاسمة على الرغم من أن الإمدادات المصرية منعت انتصار الحيثيين. أجبر المصريون الحيثيين على اللجوء إلى الحصون إلا أن خسائر المصريين أنفسهم منعت إكمالهم للحصار. حدثت المعركة في خامس سنة من حكم رمسيس (تقريبا 1274 ق.م).

### الفينيقيون
| الفينيقيون |
| ---------- |
|            |

كان الفينيقيون قوة كبيرة حول المتوسط بين 1200 ق.م و539 ق.م. كانت الحضارة البحرية السامية متمركزة على الساحل الغربي للهلال الخصيب وتمركزت على ساحل لبنان الحديثة. كانت كل المدن الفينيقية الكبيرة على ساحل البحر المتوسط ووصلت بعض المستعمرات إلى غرب المتوسط. كان الفينيقيون شعبا تجاريا بحريا محبا للمغامرة والذي انتشر على طول ساحل المتوسط من 1550 ق.م إلى 300 ق.م. استخدم الفينيقيون القادس، وهي سفينة يحركها البشر كما يرجع إليهم اختراع السفينة الحربية. اشتهر الفينيقيون كثيرا في اليونان الكلاسيكية وروما باسم «التجار الأرجوانيين» مشيرين إلى احتكارهم للصبغة الأرجوانية القيمة من حلزون المريل والذي يستخدم في صبغة الملابس الملكية، كما اشتهروا بانتشار أبجديتهم والتي أتى منها تقريبا كل الأبجديات الحديثة.

### الإمبراطورية القرطاجية
كانت الإمبراطورية القرطاجية (أو الجمهورية القرطاجية) دولة مدينة فينيقية والتي بلغ مدى تأثيرها شمال أفريقيا بالإضافة إلى أجزاء من سواحل أيبيريا وجزر غرب البحر المتوسط من 814 وحتى 146 ق.م.

### فارس القديمة

#### عيلام
| إمبراطورية عيلام |
| ---------------- |
|                  |

تمركزت عيلام في شرق بلاد ما بين النهرين وهي أحد أقدم الحضارات المسجلة على الإطلاق. تمركزت عيلام في غرب وجنوب غرب إيران الحديثة حيث امتدت من أراضي محافظة خوزستان المنخفضة إلى محافظة إيلام (والتي تأخذ اسمها من عيلام) بالإضافة إلى جزء صغير من العراق. في الفترة العيلامية القديمة (العصر البرونزي المتوسط) كانت عيلام تتكون من عدة ممالك في الهضبة الإيرانية خاصة في إمارة أنشان، ومن منتصف الألفية الثانية ق.م تمركزت في شوشان في أراضي خوزستان المنخفضة.
كانت عيلام أحد المدن المبكرة في الشرق الأدنى القديم أثناء العصر النحاسي. ظهرت الكتابة والتدوين منذ حوالي 3000 ق.م أيضا بعد بلاد ما بين النهرين ومصر بفترة قصيرة. تكمن قوة العيلاميين في قدرتهم على السيطرة على مساحات واسعة تحت حكومة مركزية والتي تسمح التبادل الأقصى للمصادر الطبيعية الخاصة بكل منطقة. كان هذا يحدث غالبا تحت هيكل حكومي متحد.
لعبت الحضارة العيلامية دورا هاما في الإمبراطورية الفارسية خاصة أثناء السلالة الأخمينية التي تلتها، عندما ظلت اللغة العيلامية أحد اللغات الرسمية المستخدمة. تعتبر اللغة العيلامية أحد اللغات المنفصلة. لذلك تعتبر الحضارة العيلامية نقطة انطلاق لتاريخ إيران.

#### الإمبراطورية الميدية
كانت الإمبراطورية الميدية أول إمبراطورية في منطقة فارس. بحلول القرن السادس ق.م تمكنوا من هزيمة الإمبراطورية الآشورية الحديثة بمساعدة البابليين. في السجلات اليونانية لا يوجد تفرقة واضحة بين الميديين والفارسيين، بل إن اليونانيين اعتبروا أن الشعوب المرتبطة بالثقافة الإيرانية هي شعوب ميدية وليست فارسية. كانت المملكة الميدية دولة فارسية لم تدم طويلا كما أن الأدلة الأثرية والنصية من هذه الفترة نادرة ولا نعرف الكثير عن الثقافة الميدية على الرغم من تأثيرها العميق والمستمر ومساهمتها الكبيرة في الثقافة الإيرانية. تمكن الميديون من تأسيس إمبراطوريتهم والتي كانت أكبر إمبراطورية في ذلك الوقت والتي استمرت حوالي ستين سنة منذ نهب نينوى في 612 ق.م وحتى 549 ق.م عندما قام كورش الكبير بتأسيس الإمبراطورية الأخمينية بعد هزيمة سيده وجده أستياجس ملك الإمبراطورية الميدية.

#### الإمبراطورية الأخمينية
| الإمبراطورية الأخمينية |
| ---------------------- |
|                        |

كانت الإمبراطورية الأخمينية أول إمبراطورية فارسية تصبح إمبراطورية عالمية. في قمة قوتها امتدت الإمبراطورية في ثلاث قارات هي آسيا وأوروبا وأفريقيا وكانت أقوى إمبراطورية في وقتها. في النهاية شملت مناطق مختلفة سواء بسرعة في أيامها الأولى أو مع مرور الوقت مثل منطقة أفغانستان الحديثة ومنتصف آسيا وأجزاء من باكستان وشمال وغرب آسيا الصغرى (حديثا تركيا) وأجزاء من البلقان (حديثا مقدونيا وبلغاريا) ومعظم المناطق الحدودية للبحر الأسود وغرب وجنوب غرب العراق وشمال السعودية والأردن وإسرائيل ولبنان وسوريا والمراكز المركزية في مصر وحتى أجزاء من ليبيا.
كانت الإمبراطورية الأخمينية هي أكبر الإمبراطوريات القديمة بمساحة بلغت 8.5 مليون كيلومتر مربع. امتلكت الإمبراطورية في وقتها قوة سياسية على جيرانها من الدول كما كان لها إنجازات ثقافية واقتصادية كبيرة أثناء حكمها الطويل على مساحات شاسعة من الأراضي من عاصمتها تخت جمشيد.
هزم الإسكندر الأكبر الفرس في معركة نهر جرانيكوس (334 ق.م) ثم في إيسوس (333 ق.م) وأخيرا في جواكاميلا (331 ق.م). بعد ذلك زحف على سوسا وتخت جمشيد والتي استسلمت في أول عام 330 ق.م. من تخت جمشيد انطلق الإسكندر شمالا إلى بازارقادش حيث زار قبر قورش الذي سمع به من سايروبيديا.

#### الإمبراطورية البارثية
| الإمبراطورية البارثية |
| --------------------- |
|                       |

كانت الإمبراطورية البارثية ثالث إمبراطورية إيرانية. في قمة قوتها حكمت الإمبراطورية معظم إيران الكبرى وبلاد ما بين النهرين وأرمينيا. لكن على عكس معظم الممالك الإيرانية الأخرى اتبعت الإمبراطورية البارثية نظام الإقطاعيات والذي أخذوه من السلوقيين. لم تكن الثقافة البارثية دولة واحدة متماسكة، بل ممالك متعددة مستقلة تدفع الضرائب.
اعتمد البارثيون الأدب والهندسة والمعتقدات الدينية والرموز الملكية لإمبراطوريتهم المتعددة ثقافيا والتي شملت الثقافات الفارسية واليونانية. طوال تقريبا نصفها الأول اعتمدت المحمكة البارثية على عناصر الثقافة اليونانية على الرغم من أنهم شهدوا إحياء تدريجيا للعادات الإيرانية. كان يُطلق على الملوك البارثيين اسم «ملك الملوك» كادعاء بأنهم وريثوا عرش الإمبراطورية الأخمينية. لذا قاموا بالفعل بقبول العديد من الملوك المحليين كملوك على الإقطاعيات التي كانت للإمبراطورية الأخمينية. لم تعين المحكمة عددا صغيرا من الحكام خارج إيران ولكنهم كانوا أكثر قوة من النظام الأخميني. مع انتشار قوة الإمبراطورية الباريثية انتقل مقعد الحكومة المركزية من نيسا في تركمنستان إلى تيسيفون على نهر دجلة (جنوب بغداد العراق حديثا)، كما خدمت مناطق أخرى أيضا كعواصم للإمبراطورية.

#### الإمبراطورية الساسانية
| الإمبراطورية الساسانية |
| ---------------------- |
|                        |

الإمبراطورية الساسانية هو الاسم المستخدم لوصف السلالة الإيرانية الرابعة وثاني إمبراطورية فارسية (226-651). شملت الإمبراطورية كلا من إيران والعراق وأرمينيا وأفغانستان والأجزاء الشرقية من تركيا وأجزاء من سوريا وباكستان وأجزاء كبيرة من القوقاز وآسيا الوسطى وشبه الجزيرة العربية. أثناء فترة حكم كسرى الثاني من 590 إلى 628 انضم كل من مصر والأردن وفلسطين ولبنان بشكل مؤقت إلى الإمبراطورية بالإضافة إلى الجزء الغربي من آسيا الصغرى. يعتبر العصر الساساني والذي يشمل الفترة القديمة المتأخرة أحد أهم الفترات التاريخية وأكثرها تأثيرا في تاريخ إيران. شهدت الفترة الساسانية أكبر الإنجازات في تاريخ الحضارة الفارسية. اشتهرت الإمبراطورية الساسانية أيضا بالعداوة التاريخية بينه وبين الإمبراطورية الرومانية ولاحقا الإمبراطورية البيزنطية لفترة تمتد لأربعة قرون. مع استبدال البارثيين بالساسانيين، أكمل الساسانيون حربا استمرت لقرن بين البارثيين والرومان، ليصبح الصراع في النهاية أطول صراع في التاريخ البشري.
كونت الإمبراطورية آخر إمبراطورية إيرانية كبيرة قبل غزو المسلمين واعتمادهم الديانة الإسلامية. أرهقت الحرب الساسانية البيزنطية 602-628 كلا من البيزنطيين والساسانيين بشكل جذري، مما مهد الطريق لغزو سهل. لم يشكل الساسانيون المنهكين فعليا أي مقاومة تذكر أو ضغط على الجيوش العربية. سقطت تيسيفون بعد حصار طويل ليهرب يزدجرد شرقا تاركا وراءه معظم ثروات الإمبراطورية الضخمة. استولى العرب على تيسيفون بعد ذلك بفترة قصيرة تاركين الحكومة الساسانية تعاني من نقص في الأموال مع حصولهم على مصادر مالية ضخمة. حاول بعض الحكام الساسانيين تجميع قواتهم لدفع الغزاة خارجا إلا أن المحاولات فشلت بسبب عدم وجود حكومة مركزية قوية وهُزم الحكام في معركة نهاوند. مع عدم وجود هيكل عسكري للإمبراطورية، انخفضت القوات العسكرية كثيرا وتم تدمير مصادرها المالية فعليا لتسقط قلعة أساواران والتي كانت عاجزة تماما في وجه الغزاة. عند سماع خبر الهزيمة، هرب النبلاء الفارسيين داخليا في مقاطعة خراسان الشرقية.

## ممالك جنوب الصحراء الكبرى
كانت ممالك جنوب الصحراء الكبرى ذات تأثير داخل وخارج عالمهم. اشتهرت مملكة كوش بالثراء والقوة العسكرية في العالم القديم. كما سيطرت كل من بوصاصو وبربرة وزيلع وأوبون والصومال على التجارة بين البحر الأحمر والمحيط الهندي.

### مملكة كرمة
كانت حضارة كيرمة حضارة مبكرة والتي ازدهرت منذ حوالي 2500 ق.م إلى حوالي 1600 ق.م في النوبة أو في السودان الحالية. تكونت الحضارة من عدة دول سودانية أثناء فترة المملكة الوسطى في مصر. في آخر مراحلها والتي استمرت من 1700 إلى 1500 ق.م، امتصت مملكة ساي السودانية وأصبحت إمبراطورية كبيرة الحجم تنافس الإمبراطورية المصرية. في حوالي 1500 ق.م امتُصت داخل الإمبراطورية المصرية لكن الثورات استمرت لقرون. بحلول القرن الحادي عشر ق.م ظهرت مملكة كوش «الممصرة» غالبا من كرمة واستعادت استقلال المنطقة عن مصر.
| مملكة كوش |
| --------- |
|           |

### مملكة كوش
كانت مملكة كوش أحد أوائل الدول في جنوب الصحراء الكبرى في أفريقيا كما كانت الأولى في استخدام الأسلحة الحديدية. تأثرت المملكة كثيرا بالمستعمرين المصريين ولكن في 1070 ق.م لم يحصلوا على استقلالهم فحسب بل أصبحوا منافسين أقوياء، ودفعوا المحاولات المصرية لإعادة غزوها بل بدأوا بتوسيع تأثيرهم على مصر العليا. مع نهاية فترة حكم الملك كاشتا في 752، كانت طيبة تحت سيطرة كوش.
أخذ عدد من الملوك اللاحقين باقي مصر وحكموا كالأسرة الخامسة والعشرين لمصر لتمتد السيطرة الكوشية من وسط السودان وحتى إسرائيل الحديثة. لم يحتفظ الكوشيون بهذه الإمبراطورية لمدة طويلة حيث هزمهم الآشوريون في 653 ق.م. إلا أن كوش استمرت في كونها وجودا قويا في المنطقة. استمرت كوش في التدخل في شؤون مصر الداخلية وفي التحكم في مصادر التجارة القادمة من جنوب الصحراء الكبرى. أطلقت كوش حملة عسكرية ضارية ضد الإمبراطورية الرومانية (27-22 ق.م) تحت قيادة الملكة أماني ريناس وحققت معاهدة سلام مع أغسطس قيصر. عملت الدولتان كحلفاء حيث أمدت كوش الرومان بالفرسان عند غزو روما للقدس في 70 ميلاديا.
ظلت مملكة كوش دولة قوية حتى غزتها مملكة أكسوم سنة 350.

### ماكروبيا
كان الماكروبيون شعوبا قديمة ومملكة موجودة في القرن الأفريقي (الصومال) في الألفية الأولى ق.م. طبقا لهيرودوت فقد مارس الماكروبيون نوعا دقيقا من التحنيط. هذا يعني معرفتهم بالتشريح وعلى الأقل بأساسيات الكيمياء. احتفظ الماكروبيون بأجسام الموتى عن طريق إزالة الرطوبة أولا من الجثة، ثم غمر الجثة في نوع من القصارة وأخيرا التزيين من الخارج بألوان زاهية لجعل الميت واقعيا قدر الإمكان. بعد ذلك يضعون الجثة في عمود بلوري والذي يتركونه في بيوتهم لمدة سنة. اشتهرت ماكروبيا أيضا بالذهب والذي كان منتشرا لدرجة أنهم كانوا يقيدون سجناءهم في سلاسل من الذهب.
كان هناك تجارة مستمرة بين الدولة الموجودة في شمال الصومال وبين المصريين القدماء كما استوردوا بعض المصادر الطبيعية الثمينة مثل نبات المر واللبان والصمغ الطبيعي. استمرت هذه الشبكة التجارية طوال العصر الكلاسيكي. دخلت مدن بوصاصو وبربرة وزيلع وطابي في شبكة تجارية مربحة والتي ربطة التجار الصوماليين بالفينيقيين ومصر البطلمية واليونان والبارثيين الفارسيين ومملكة سبأ والمملكة النبطية والإمبراطورية الرومانية. استخدم البحارة الصوماليون السفن البحرية المعروفة باسم بيدين لنقل بضائعهم.

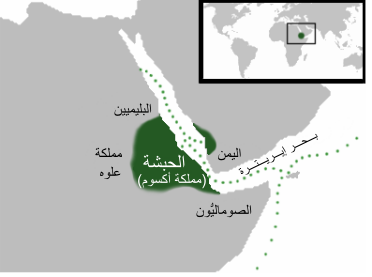
الإمبراطورية الأكسومية في إثيوبيا

### الإمبراطورية الأكسومية
كانت إمبراطورية أكسوم أمة تجارية عظيمة والتي تمركزت في شمال إثيوبيا في شمال شرق القارة الأفريقية والتي نمت في الفترة الأكسومية المبكرة حوالي القرن الرابع ق.م ليصلوا إلى الذروة والسيطرة في القرن الأول الميلادي. لعبت إمبراطورية أكسوم دورا هاما في التجارة بين الإمبراطورية الرومانية والهند القديمة، كما سهل حكام أكسوم التجارة عن طريق صك عملتهم الخاصة. فرضت الإمبراطورية هيمنتها على مملكة كوش المتراجعة وتدخلوا كثيرا في سياسات الممالك في شبه الجزيرة العربية. لاحقا ستمتد هيمنة إمبراطورية أكسوم على المنطقة مع غزوها لمملكة حمير. في ذروة الإمبراطورية هيمنت على معظم إثيوبيا وإريتريا وجيبوتي والسودان والصومال واليمن والسعودية ومصر. يعتبرها المؤرخون أحد أقوى القوى العسكرية في التاريخ.

## الهند القديمة
كانت الهند القديمة والتي تعتبر جزءا من شبه القارة الهندية (تشمل حديثا الهند وباكستان ونيبال وبنغلاديش) موحدة تحت عدة أباطرة وحكومات تاريخيا. تمكنت العديد من الإمبراطوريات الهندية من التوسع في جنوب آسيا لتشمل معظم المنطقة ولتمتد فيما بعدها أيضا.
يبدأ تاريخ الهند بالأدلة على أول نشاط بشري لإنسان العاقل منذ حوالي 75,000 سنة مضت، وقبل ذلك الإنسان المنتصب والذي يرجع إلى حوالي 500,000 سنة مضت. كانت حضارة وادي السند –والتي انتشرت وازدهرت في الجزء الشمالي الغربي لشبه القارة الهندية من 3300 إلى 1300 ق.م في شمال غرب الهند الحديثة وباكستان- أول حضارة كبيرة في جنوب آسيا. كانت لحضارة وادي السند ثقافة حضرية متقدمة وراقية والتي تطورت في العصر الهارابي المتقدم من 2600 إلى 1900 ق.م. انهارت حضارة العصر البرونزي هذه قبل نهاية الألفية الثانية ق.م وتلاها حضارة العصر الحديدي والتي امتدت على معظم السهل بين نهر السند ونهر الجانج والذي شهد على صعود بعض الدول الكبيرة مثل ماهاجان باداس. في أحد هذه الممالك، وُلد ماهافيرا وغواتاما بوذا في القرنين السادس والخامس ق.م والذين قاما بنشر فلسفتهما الشرقية.
فتحت الإمبراطورية الماورية معظم شبه القارة الهندية في القرنين الرابع والثالث ق.م. حكمت العديد من الممالك الوسيطة معظم الهند لحوالي 1500 سنة لاحقة، أهمها إمبراطورية جوبتا. شهد جنوب الهند حكم شالوكاياس وشولاس وبالافاس وباندياس وشيراس. تُعرف هذه الفترة المتميزة بالطفرة الذهنية والدينية في الهند باسم «العصر الذهبي للهند». أثناء هذه الفترة انتشرت العديد من جوانب الحضارة الهندية وطرق الحكم والثاقفة والأديان (الهندوسية والبوذية) إلى معظم آسيا، في حين استمرت الممالك في جنوب الهند بالتجارة البحرية مع الإمبراطورية الرومانية حوالي عام 77 م.

### حضارة وادي السند
كانت حضارة وادي السند أحد حضارات العصر البرونزي (3300-1300 ق.م). تشكل حضارة وادي السند مع حضارة بلاد ما بين النهرين ومصر الفرعونية مهد الحضارات المبكرة في العالم القديم. من بين الثلاثة كانت حضارة وادي السند الأكثر اتساعا حيث غطت مساحة 1.25 مليون كيلومترا مربعا وشملت معظم ما يعرف اليوم باسم باكستان وأفغانستان وإيران وشمال غرب الهند. ازدهرت الحضارة على ضفاف نهر السند وهو أحد الأنهار الرئيسية في آسيا وعلى ضفاف نهر غاغر هاكرا والذي شق طريقه يوما ما في شمال غرب الهند وشرق باكستان. في قمتها، ربما امتلكت حضارة وادي السند سكانا فاق عددهم خمس ملايين نسمة. طور ساكنو وادي السند طرقا حرفية جديدة (منتجات العقيق الأحمر ونحت الأختام) وعلم المعادن (النحاس والبونز والرصاص والقصدير). تشتهر المدن الهندية بتخطيطها العمراني والبيوت المبنية من الطوب المحروق وأنظمة الصرف المتقدمة وأنظمة المياه والتجمعات الضخمة من المباني غير السكنية. 

### إمبراطورية ناندة
نشأت إمبراطورية ناندة في ماجادها في الهند القديمة أثناء القرنين الخامس والرابع ق.م. في قمة اتساعها حكمت الإمبراطورية معظم شمال الهند. يوصف النانديون أحيانا بأنهم أول بناة للإمبراطورية في تاريخ الهند. ورث النانديون مملكة ماجادها كما قاموا بتأسيس جيش ضخم.
لم تسنح الفرصة للنانديين بأن يروا جيشهم في مقابل الإسكندر الأكبر الذي غزا الهند في عهد ظانا ناندة، لأن الإسكندر الأكبر قرر قصر حملته على سهل بنجاب لأن قواته تمردوا عند نهر بياس ورفضوا التقدم أكثر من ذلك، حتى لا يواجهوا جيشا ضخما آخر من الماجادها. كان هناك التقاء للحضارات الهندية والفارسية واليونانية في هذه الفترة.
من بعد نصوص فيدا والأبانيشاد الهندية المبكرة، كان لناندة تأثيرا على الأنظمة الاجتماعية والقانونية والسياسية في الهند. بالإضافة إلى ذلك، فقد أصبحت منطقة غاندارا –حاليا شرق أفغانستان وشمال غرب باكستان- مزيجا من ثقافات مختلفة بما في ذلك الثقافة الهندية واليونانية مما أدى إلى صعود الثقافة المختلطة المعروفة باسم الثقافة اليونانية البوذية والتي أثرت على التطور الفني لبوذية ماهايانا.

### الإمبراطورية الماورية
| الإمبراطورية الماورية |
| --------------------- |
|                       |

كانت الإمبراطورية الماورية أول كيان سياسي يقوم بتوحيد معظم شبه القارة الهندية ويمتد إلى آسيا الوسطى والشرق الأوسط. امتد تأثيرها الثقافي إلى مصر وسوريا وشرقا إلى تايلاند والصين وبورما.
تأسست الإمبراطورية في 322 ق.م بواسطة تشاندراغبت موريا. اشتبك تشاندراغبت في حرب ضد القوى اليونانية المجاورة وانتصر عليهم ليجبرهم أن يتنازلوا عن مساحات شاسعة من الأراضي. تحت حكم أشوكا الكبير أصبحت الإمبراطورية مسالمة واتجهت نحو نشر قواها الناعمة في شكل البوذية. يُقدر أن السلالة الماورية تحكمت في حوالي ثلث اقتصاد العالم كاملا حيث كانت موطنا لحوالي لثلث سكان العالم في ذلك الوقت (حوالي 50 مليونا من 150 مليون) كما شملت أكبر مدينة في العالم في ذلك الوقت (باتاليبوترا والتي تُقدر بأنها كانت أكبر من روما تحت حكم تراجان). في ذروتها غطت الإمبراطورية مساحة 5 ملايين كيلومترا مربعا.
انقسمت الإمبراطورية إلى أربع مقاطعات والتي كان أحدها تشبه الهلال وعاصمتها الإمبراطورية في باتاليبوترا. من مراسيم أشوكان، كانت أسماء العواصم الأربع هي توسالي (في الشرق) وأوجين (في الغرب) وسوفارناغيري (في الجنوب) وتاكسيلا (في الشمال). كانت قيادة الحكم الإقطاعي في كومارا حيث يقطن الأمير والذي يحكم المقاطعات بالنيابة عن الملك. عاون كومارا مستشارون من الوزراء. انعكس هذا الهيكل التنظيمي في المستويات الإمبراطورية بين الإمبراطور ومستشاريه.
وضع المؤرخون نظرية أن منظومة الإمبراطورية كانت بيروقراطية واسعة والتي وصفها تشانكيا في أرثاساسترا بأنها: خدمة مدنية راقية حكمت كل شيء من النظافة المحلية إلى التجارة العالمية. طبقا لميغاسينس فإن الإمبراطورية امتلكت جيشا من 600,000 من قوات المشاة و30,000 من الفرسان و9000 فيل حرب. جمع نظام تجسس ضخم المعلومات المخابراتية من أجل الحفاظ الأمن الداخلي أو الخارجي. على الرغم من تخلي الإمبراطورية عن الأعمال العسكرية والتوسع إلا أن أشوكا استمرت في الحفاظ على جيش ضخم لحماية الإمبراطورية وللحفاظ على الاستقرار والسلام في كل أنحاء غرب وجنوب آسيا.

### إمبراطورية شونغا
| إمبراطورية شونغا |
| ---------------- |
|                  |

كانت إمبراطورية شونغا أحد إمبراطوريات سلالة ماجادها والتي سيطرت على شمال وسط وشرق الهند بالإضافة إلى أجزاء من الشمال الغربي (باكستان حاليا) من حوالي 185 إلى 73 ق.م. ظهرت الإمبراطورية بعد سقوط الإمبراطورية الماورية الهندية. كانت عاصمة إمبراطورية شونغا هي باتاليبوترا. لاحقا حكم بعض الملوك مثل باجابهادرا من فيديشا في شرق مالاوي. اشتهرت إمبراطورية شونغا بحروبها الكثيرة سواء مع القوى الخارجية أو القوى الأهلية.
على الرغم من وجود الكثير من الخلاف حول السياسات الدينية لسلالة شونغا، إلا أن للسلالة عدد من المساهمات. ازدهر كل من الفن والتعليم والفلسفة أثناء هذه الفترة. من أشهر الإسهامات يوغا سوترا وماهاباسيا والتي تم تلحينها في هذه الفترة، كما لحن بانيني أول لحن سانسكريتي في هذه الفترة. تشتهر الإمبراطورية أيضا بذكرها عدة مرات في المالافيكاغنيمترا وهو عمل لحنه كاليداسا في فترة غوبتا اللاحقة والتي وصف فيه رومانسية الحب بين مالافيكا والملك أغنيمترا. تطور الفن أيضا في شبه القارة الهندية في هذه الفترة مع صعود مدرسة ماتورا والتي تعتبر جزءا أهليا منافسا لمدرسة غاندهارا الهلنستية في أفغانستان وباكستان. في فترة شونغا التاريخية (185 إلى 73 ق.م) تمكنت النشاطات البوذية من النجاة بشكل ما في وسط الهند كما توضح بعذ المباني المنتشرة والأبراج البوذية في سانشي وبارهوت والتي بدأت في الظهور في فترة حكم الإمبراطور أشوكا. ليس واضحا بعد ما إذا كانت هذه الأعمال بسبب ضعف حكم الشونغا في هذه الفترة أو بسبب سماحتهم في هذه المنطقة.
كان آخر إمبراطور شونغا هو دافابهوتي (83-73 ق.م) والذي قام وزيره فاسوديفا كانفا باغتياله كما كان مشهورا بغرامه الزائد بمصاحبة النساء. تم استبدال سلالة شونغا بعد ذلك بسلالة كانفاس التالية.

### إمبراطورية تشولا
| إمبراطورية تشولا |
| ---------------- |
|                  |

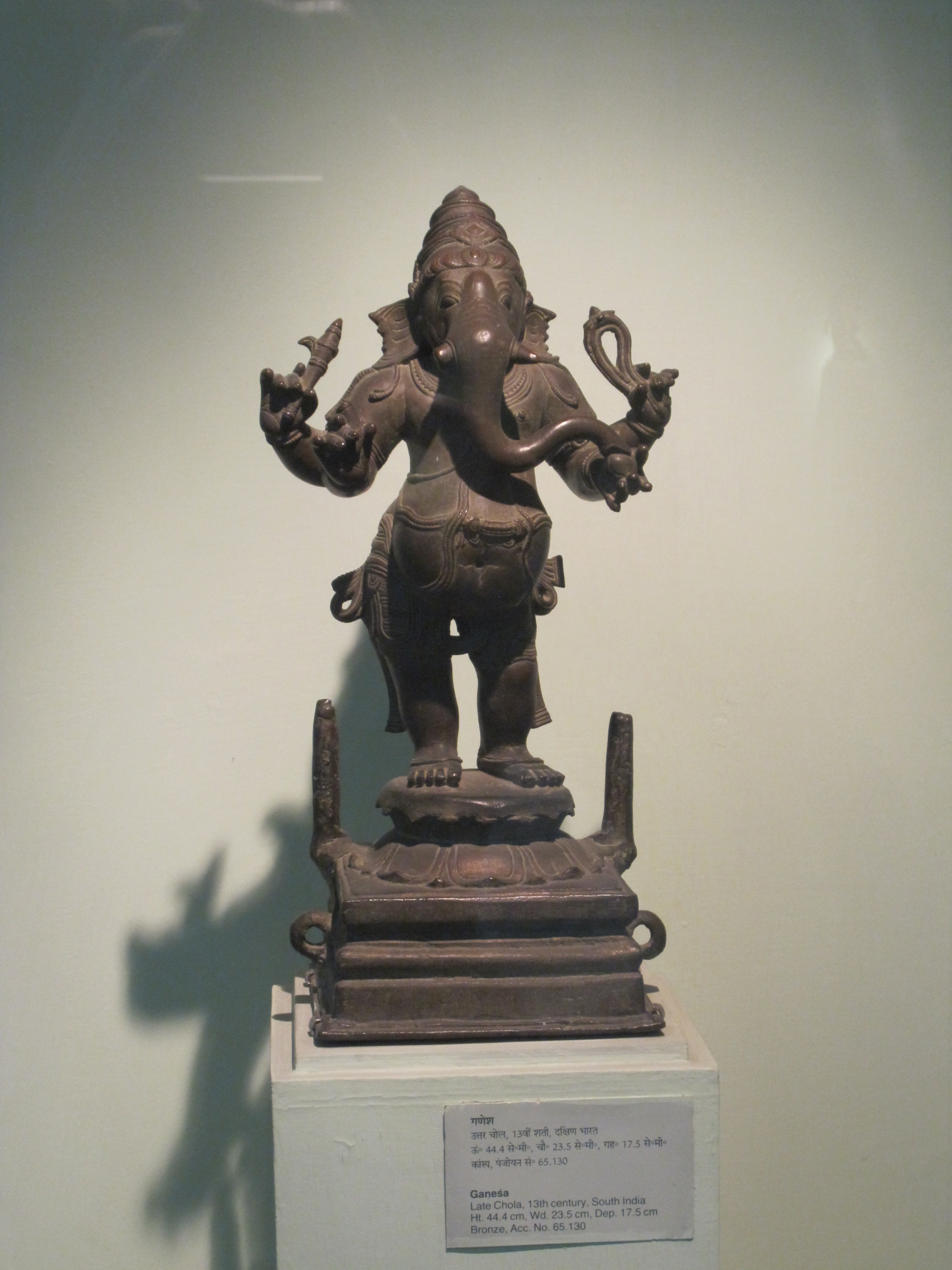
تمثال غانيشا من فترة تشولا المتأخرة.

حكمت سلالة تشولا الحاكمة معظم الهند وجنوب شرق الهند. كانت سلالة تاميل أحد أطول السلالات حكما في جنوب الهند والتي يرجع أول ذكر لها في بعض المخطوطات من القرن الثالث ق.م والتي تخص أشوكا من الإمبراطورية الماورية، واستمرت السلالة في الحكم حتى القرن الثالث عشر الميلادي. بحلول القرن التاسع وتحت قيادة راجاراجا تشولا وابنه أصبحت إمبراطورية تشولا قوة كبير في جنوب آسيا. امتدت إمبراطورية تشولا حتى بنغال. في ذروتها غطت الإمبراطورية مساحة كبيرة من الأرض حوالي 3,600,000 كيلومترا مربعا. فتح راجاراجا كل جنوب الهند وأجزاء من سريلانكا كما اتجهت أساطيله لأبعد من ذلك لتحتل سواحل بورما (ميانمار حاليا) إلى فيتنام وجزر أندمان ونيكوبار ولكشديب وسومطرة وجاوة وشبه جزيرة ملايو في جنوب شرق آسيا وجزر بيجو. هزم راجاراجا الملك ماهيبالا ملك بنغال ومن أجل تخليد انتصاره بنى عاصمة جديدة أسماها غانغايكوندا شولابورام.
كان قلب إمبراطورية تشولا هو وادي نهر كافيري الخصب، إلا أنهم حكموا مساحة أكبر من الأرض في ذروة قوتهم في آخر القرن التاسع وحتى بداية القرن الثالث عشر. كانت كل الأراضي جنوب نهر تونغابهادرا موحدة في دولة واحدة لفترة أكثر من قرنين من الزمان. تحت حكم راجاراجا تشولا الأول وابنه راجيندرا تشولا الأول أصبحت السلالة قوة عسكرية واقتصادية وثقافية كبيرة في جنوب آسيا وجنوب شرق آسيا. قُدمت القوة العسكرية لهذه الإمبراطورية الجديدة للعالم الشرقي عن طريق بعثة إلى نهر الجانج والتي قادها راجيندرا تشولا الأول والتي أدت إلى الإطاحة بإمبراطور سريفيجايا بعد معركة بحرية غير مسبوقة، كما تم إرسال العديد من السفراء إلى الصين.
في الفترة من 1010-1200 امتدت أراضي تشولا من جزر المالديف جنوبا إلى ضفاف نهر جودافاري في أندرا برديش شمالا. فتح راجاراجا تشولا جنوب الهند واستولى على أجزاء مما يعرف اليوم باسم سريلانكا كما احتل جزر المالديف. أرسل راجيندرا تشولا بعثة منتصرة إلى شمال الهند والتي وصلت إلى نهر الجانج وهزمت بالا حاكم باتاليبوترا وماهيبالا. نجح راجيندرا تشولا أيضا في غزو ممالك أرخبيل الملايو. بدأت سلالة تشولا في الانحدار في بداية القرن الثالث عشر مع صعود البانديائيين الذين أدوا في النهاية إلى سقوطهم. 
ترك التشولا خلفهم إرثا مستمرا. دعمهم للأدب التشولي وحماستهم في بناء المعابد التي أدت إلى بعض الأعمال الرائعة من الأدب والهندسة التشولية. كانت ملوك تشولا بنائين متحمسين وتصوروا المعابد في ممالكهم ليس فقط كأماكن للعبادة ولكن كمراكز أنشطة ثقافية. كان التشوليون روادا في نظام الحكم المركزي وأنشأوا بيروقراطية منضبطة.
| إمبراطورية جوبتا |
| ---------------- |
|                  |

### إمبراطورية جوبتا
في القرنين الرابع والخامس وحدت إمبراطورية جوبتا معظم الهند. تسمى هذه الفترة «الفترة الذهبية للهند» وتميزت بإنجازات مبهرة في العلوم والتكنولوجيا والهندسة والفن والعلم الكلام والأدب والمنطق والرياضيات وعلم الفلك والأديان والفلسفة والتي بلورت عناصر ما يُعرف باسم الثقافة الهندية. كان كل من شاندرا غوبتا الأول وسامودرا غوبتا وشاندرا غوبتا الثاني هم أهم الحكام في سلالة غوبتا.
كانت أهم نقاط التميز والإبداع الثقافي هي الهندسة المبهرة والمنحوتات واللوحات. أنتجت فترة غوبتا بعض العلماء أمثال كاليداسا وأريابهاتا وفاراهاميهيرا وبيدبا وفاتسيانيا الذين حققوا إنجازات مذهلة في عدة تخصصات أكاديمية. وصلت العلوم والقيادة السياسية إلى أبعاد جديدة أثناء فترة غوبتا. جعلت العلاقات التجارية القوية المنطقة مركزا ثقافيا مهما كما جعلت المنطقة قاعدة هامة والتي ستؤثر في الممالك المجاورة مثل بورما وسريلانكا والأرخبيل الإندونيسي والهند الصينية.

## الصين القديمة

### مملكة شانغ
حكمت سلالة شانغ (بالصينية: 商朝) –أو سلالة ين طبقا للتأريخ التقليدي- وادي النهر الأصفر في الألفية الثانية ق.م حيث تلت سلالة شيا الحاكمة وتلاها سلالة زو الحاكمة. يأتي ذكر سلالة شانغ من بعض النصوص مثل كتاب الوثائق وحوليات البامبو وسجلات المؤرخ الكبير. طبقا للتأريخ التقليدي للسنوات المبني على الحسابات التي تمت منذ 2000 سنة مضت بواسطة ليو شن، فإن الشانغ حكموا من 1766 إلى 1122 ق.م، لكن طبقا للحسابات المبنية على «النصوص الحالية» لحوليات البامبو فإنهم قد حكموا من 1566 إلى 1046 ق.م. يرجع مشروع شيا شانغ زو للحسابات إلى الفترة بين 1600 إلى 1046 ق.م. في ذروتها في عام 1122 ق.م غطت المملكة مساحة تبلغ 1.250,000 كيلومترا مربعا.

### مملكة زو
كانت سلالة زو (بالصينية: 周朝) سلالة صينية تلت سلالة شانغ وسبقت سلالة تشين. على الرغم من أن سلالة زو استمرت لفترة أطول من أي سلالة أخرى في تاريخ الصين، إلا أن السيطرة السياسية والعسكرية الحقيقية للسلالة على الصين استمرت فقط حتى 771 ق.م وهي الفترة التي تعرف باسم زو الغربية.
أنتجت هذه الفترة من التاريخ الصيني ما يعتبره البعض قمة الإنتاج الصيني في صناعة البرونز. تشمل السلالة أيضا الفترة التي تطورت فيها المخطوطات المكتوبة إلى شكلها الحديث مع استخدام كتابة عتيقة إكريلكية والتي ظهرت أثناء حقبة الممالك المتحاربة المتأخرة.

### إمبراطورية تشين
| سلالة تشين |
| ---------- |
|            |

سبق إمبراطورية تشين سلالة زو الإقطاعية وتلاها سلالة هان في الصين. حدد توحيد الصين في عام 221 ق.م تحت قيادة الإمبراطور تشين شي هوانغ بداية الصين الإمبراطورية، وهي الفترة التي ستستمر حتى سقوط سلالة تشينغ في سنة 1912.
في سنة 214 ق.م أمن تشين شي هوانغ الحدود شمالا بجزء من جيشه الضخم (100,000 رجل)، وأرسل معظم الجيش (500,000 رجل) جنوبا لفتح المزيد من الأرض. قبل الأحداث التي أدت إلى سيطرة تشين على الصين، كان قد سيطر على معظم سيتشوان في الجنوب الغربي. لم يكن جيش تشين معتادا على أراضي الغابات وهُزم بواسطة القبائل الجنوبية التي استخدمت تكتيكات حرب العصابات ليخسر تشين حوالي 100,000 من رجاله. إلا أنه على الرغم من الهزيمة، تمكن تشين من شق قناة في الجنوب والتي استخدموها بكثرة في إمداد القوات في الهجوم الثاني على الجنوب. مستغلين هذه المكاسب، غزت جيوش تشين الأراضي الساحلية المحيطة بغوانزو كما أخذوا مقاطعة فوزو وغيلين. غزا الجيش حتى وصل إلى هانوي. بعد هذه الانتصارات في الجنوب تحرك تشين بأكثر من 100,000 أسير وسجين من أجل استعمار المناطق المفتوحة حديثا. من ناحية توسيع حدود الإمبراطورية، فقد كان الإمبراطور الأول ناجحا للغاية في الجنوب.
على الرغم من قوتها العسكرية، إلا أن إمبراطورية تشين لم تدم طويلا. عندما مات الإمبراطور الأول في 210 ق.م، جلس ابنه على العرش بمساعدة اثنين من مساعدي الإمبراطور السابق بهدف السيطرة على كامل الإمبراطورية من خلاله. إلا أن المساعدين اختلفوا فيما بينهم الأمر الذي أدي في النهاية إلى قتلهم وقتل إمبراطور تشين الثاني. اشتعلت الثورات في غضون سنوات قليلة وسقطت الإمبراطورية الضعيفة في أيدي الملازم تشو، والذي أسس سلالة الهان. على الرغم من نهايتها السريعة، إلا أن سلالة تشين أثرت في الأنظمة الصينية التالية وخاصة الهان، كما أن الاسم الأوروبي للصين مشتق من سلالة تشين.

### إمبراطورية هان
| سلالة هان |
| --------- |
|           |

استمرت سلالة هان الحاكمة (206 ق.م – 220 م) حوالي أربعة قرون، وتعتبر داخل الصين واحدة من أعظم الفترات في كل تاريخ الصين. في قمتها امتدت إمبراطورية هان على مساحة شاسعة من الأراضي بلغت حوالي 6 ملايين كيلومترا مربعا كما كانت موطنا لأكثر من 55 مليون شخص. أثناء هذه الفترة أصبحت الصين إمبراطورية عسكرية واقتصادية وثقافية قوية. امتد تأثير الإمبراطورية السياسي والثقافي على كوريا واليابان ومنغوليا وفيتنام وآسيا الوسطى قبل أن تنهار في النهاية تحت ضغوط خارجية وداخلية.
انقسمت إمبراطورية هان إلى مناطق تحكمها الحكومة المركزية مباشرة وعدد من الممالك شبه الذاتية. خسرت هذه الممالك تدريجيا كل استقلالها للحكومة المركزية خاصة بعد تمرد الدول السبعة. هزم الشيونغنو –اتحاد بدوي تكون في هضبة إيوراسيا الشرقية- جيش هان في معركة تمت في سنة 200 ق.م. بعد الهزيمة تم تكوين تحالف سياسي والذي كانت فيه هان الحليف الأقل شأنا. عندما استمرت شيونغنو في الإغارة على حدود هان على الرغم من المعاهدة، أطلق وو إمبراطور هان (114-87 ق.م) سلسلة من الحملات العسكرية ضدهم. أجبر الانتصار الساحق لهان في هذه الحرب شيونغنو على قبول دفع الجزية لإمبراطورية هان. أدت هذه الحملات إلى توسع هيمنة هان إلى حوض تاريم في آسيا الوسطى كما ساعدت على الحفاظ على شبكة التجارة الضخمة المعروفة باسم طريق الحرير والتي وصلت إلى دول البحر المتوسط. تمكنت قوات هان من تقسيم شيونغنو إلى دولتين متنافستين جنوبية وشمالية. على الرغم من هذه الانتصارات، تم غزو الحدود الشمالية لإمبراطورية هان سريعا بواسطة اتحاد شيانباي من القبائل البدوية. كانت سلالة هان أحد أقوى الإمبراطوريات في العالم أثناء فترة حكم الإمبراطور وو، كما كانت أكبر الإمبراطوريات في ذلك الوقت.

### إمبراطورية جين
كانت سلالة جين (بالصينية المبسطة: 晋朝، بالصينية التقليدية 晉朝) أحد السلالات في التاريخ الصيني والتي استمرت من 265 م إلى 420 م. هناك تقسيمان أساسيان في تاريخ السلالة: الأولى هي جين الغربية (西晉) والثانية هي جين الشرقية (東晉). أسس جين الغربية الإمبراطور وو إمبراطور جن وعاصمتها لويانغ، بينما أسس الشرقية الإمبراطور يوان وعاصمتها جيانكانغ. تُعرف الفترتان أيضا باسم ليناغ جين (兩晉 حرفيا اثنان جين) وسيما جين (司馬晉) بين الباحثين للتفريق بين هذه السلالة وبين سلالات أخرى استخدمت نفس الرمز الصيني مثل سلالة جين المتأخرة الحاكمة (後晉).

## أوروبا القديمة

المستعمرات اليونانية على الساحل الشمالي للبحر الأسود في القرن الخامس ق.م

اليونان القديمة هي الحضارة التي تنتمي إلى الفترة من التاريخ اليوناني من العصر العتيق (من القرن الثامن والسادس ق.م إلى 146 ق.م) وحتى غزو الرومان لليونان بعد معركة كورينث. في وسط هذه الفترة تقع اليونان الكلاسيكية والتي ازدهرت في القرن الخامس إلى القرن الرابع ق.م تحت القيادة الأثينية في البداية والتي تمكنت من طرد غزوات الفرس. انتهي العصر الذهبي لأثينا بالهزيمة على يد أسبرطة في الحرب البيلوبونيسية في 404 ق.م. بعد فتوحات الإسكندر الأكبر ازدهرت الحضارة الهلنستية من آسيا الوسطى وحتى غرب البحر المتوسط. كان للثقافة الكلاسيكية اليونانية تأثيرا قويا على الإمبراطورية الرومانية والتي حملت إصدارا منها في عدة مناطق على المتوسط وفي أوروبا، لذلك تعتبر اليونان الكلاسيكية حضارة بذرية والتي وضعت الأساس للحضارة الغربية.
بعد الحكم المستبد في أثينا في النصف الثاني من القرن السادس، أسست أثينا أول ديموقراطية في أوروبا القديمة كحل جذري لمنع الأرستقراطيين من الاحتفاظ بالسلطة. تم تأسيس جمعية مواطنين من أجل مناقشة سياسات المدينة والتي استمرت منذ إصلاحات دراكو، حيث كان مسموحا لكل المواطنين بحضورها بعد إصلاحات سولون، إلا أن المواطنين الفقراء لم يكن مسموحا لهم بالاعتراض أو توجيه المجلس نحو حزب معين. مع تأسيس الديموقراطية كان لكل المواطنين امتيازات متساوية في المجلس. إلا أن غير المواطنين أو الغرباء الذين يعيشون في أثينا أو العبيد أو النساء لم يكن لهم أي حقوق على الإطلاق. بعد صعود الديموقراطية في أثينا، بدأت دول مدينة أخرى باعتماد الديموقراطية. إلا أن معظم هذه الدول احتفظت بنوع من الحكومة التقليدية. كما في كثير من الأمور الأخرى، كانت أسبرطة استثناء عن كل باقي اليونان حيث حكمها طوال الفترة ملكيتان وراثيتان حيث كان الحكم في أسبرطة نوعا من الحكومة الثنائية.
| أثينا القديمة |
| ------------- |
|               |

### أثينا القديمة
كانت أثينا القديمة مسكونة منذ حوالي 3000 سنة مضت. تمتلك أثينا أحد أطول التواريخ لأي مدينة في أوروبا وفي العالم. أصبحت أثينا المدينة الرائدة في كل اليونان في الألفية الأولى ق.م. وضعت إنجازاتها الثقافية في القرن الخامس ق.م أسس الحضارة الغربية. أثناء العصور الوسطى شهدت أثينا انحدارا تبعه تعاف تحت حكم الإمبراطورية البيزنطية. كانت أثينا مزدهرة نسبيا أثناء الحملات الصليبية حيث استفادت من أعمال التجارة الإيطالية في العصور الوسطى.
يشير مصطلح أثينا القرن الخامس إلى مدينة أثينا اليونانية في الفترة من 480 ق.م إلى 404 ق.م. كانت هذه الفترة فترة سيطرة سياسية وازدهار ثقافي لأثينا والتي عرفت باسم العصر الذهبي لأثينا. بدأت الفترة من 480 ق.م عندما قام تحالف بقيادة أثينا بهزيمة الفرس في سالاميس. مع نهاية القرن الخامس تحول ما بدأ كتحالف بين المدن إلى الإمبراطورية الأثينية. في النهاية تخلت أثينا عن مظاهر المساواة بين حلفائها من المدن ونقلت خزينة التحالف من ديلوس إلى أثينا حيث مولت بناء الأكروبول الأثيني. مع وجود أعداء أثينا تحت أقدامها ومع قيادة مجلس من رجال الدولة للحياة السياسية فيها، أصبحت أثينا مركزا للأدب والفلسفة (انظر الفلسفة اليونانية) والفنون (انظر المسرح الإغريقي). عاش بعض من أهم الشخصيات في الثقافة الغربية وتاريخ المثقفين في أثينا في هذه الفترة مثل المسرحيين إسخيلوس وأريستوفان ويوربيديس وسوفوكليس، ومن الفلاسفة أرسطو وأفلاطون وسقراط.

### أسبرطة
| لاكونيا |
| ------- |
|         |

كانت أسبرطة أمة دورية يونانية عسكرية متمركزة في لاكونيا. كدولة كرست نفسها للتدريب العسكري، امتلكت أسبرطة أقوى الجيوش في العالم اليوناني، وبعد تحقيق عدة انتصارات على الإمبراطوريتين الأثينية والفارسية، اعتبروا أنفسهم المدافعين عن اليونان. كان لاكونيا (Λακεδαίμων) الاسم الأوسع لدولة المدينة المتمركزة في أسبرطة، على الرغم من استخدام اسم «أسبرطة» حاليا لكل منهما.
بعد الانتصارات في الحروب الميسينية (631 ق.م)، أصبحت سمعة أسبرطة كقوة عسكرية لا يضاهيها سمعة. في 480 ق.م قامت وحدة أسبرطية صغيرة بقيادة الملك ليونيداس بصمود أخير أسطوري ضد جيش فارسي ضخم في معركة ترموبيل. بعد سنة واحدة جمعت أسبرطة كامل قواتها وقادت تحالفا يونانيا ضد الفرس في معركة بلاتيا. في هذه المعركة أدى الانتصار اليوناني الحاسم إلى انتهاء الحرب اليونانية الفارسية ومعها انتهاء الطموح الفارسي في التوسع في أوروبا. على الرغم من أن المنتصر هو جيش التحالف اليوناني كله، إلا أن الفضل في الانتصار يرجع إلى أسبرطة، التي بالإضافة إلى كونها بطلة الرواية في تيرموبيل وبلاتيا، فقد كانت أيضا قائدة كامل التحالف اليوناني.
في الأوقات الكلاسيكية التالية، أصبحت أسبرطة وأثينا وثيفا وفارس القوى الرئيسية التي تتحارب من أجل السيادة في المنطقة. كنتيجة للحرب البيلوبونيسية أصبحت أسبرطة قوة بحرية قوية. في ذورة قوتها، سيطرت على العديد من الدول اليونانية الرئيسية في المنطقة، بل أطاحت بالأسطول الأثيني القوي. بحلول نهاية القرن الخامس، أصبحت أسبرطة الدولة التي هزمت كلا من الإمبراطورية الفارسية والإمبراطورية الأثينية، الفترة التي تعبر عن الهيمنة الأسبرطية.
كانت أسبرطة دولة عسكرية فوق كل شيء، حيث كان التركيز على القوة العسكرية يبدأ فعليا منذ الولادة.

### مقدونيا
| مقدونيا القديمة |
| --------------- |
|                 |

مقدونيا القديمة هي المملكة القديمة التي كانت واقعة في الجزء الشمالي من اليونان القديمة، والتي كانت تحدها مملكة إبيروس غربا ومنطقة تراقيا شرقا. لفترة قصيرة أصبحت مقدونيا أقوى دولة في العالم بعد أن فتح الإسكندر الأكبر معظم العالم القديم بما في ذلك الإمبراطورية الأخمينية كاملة، وتلا ذلك الفترة الهلنستية من التاريخ اليوناني.

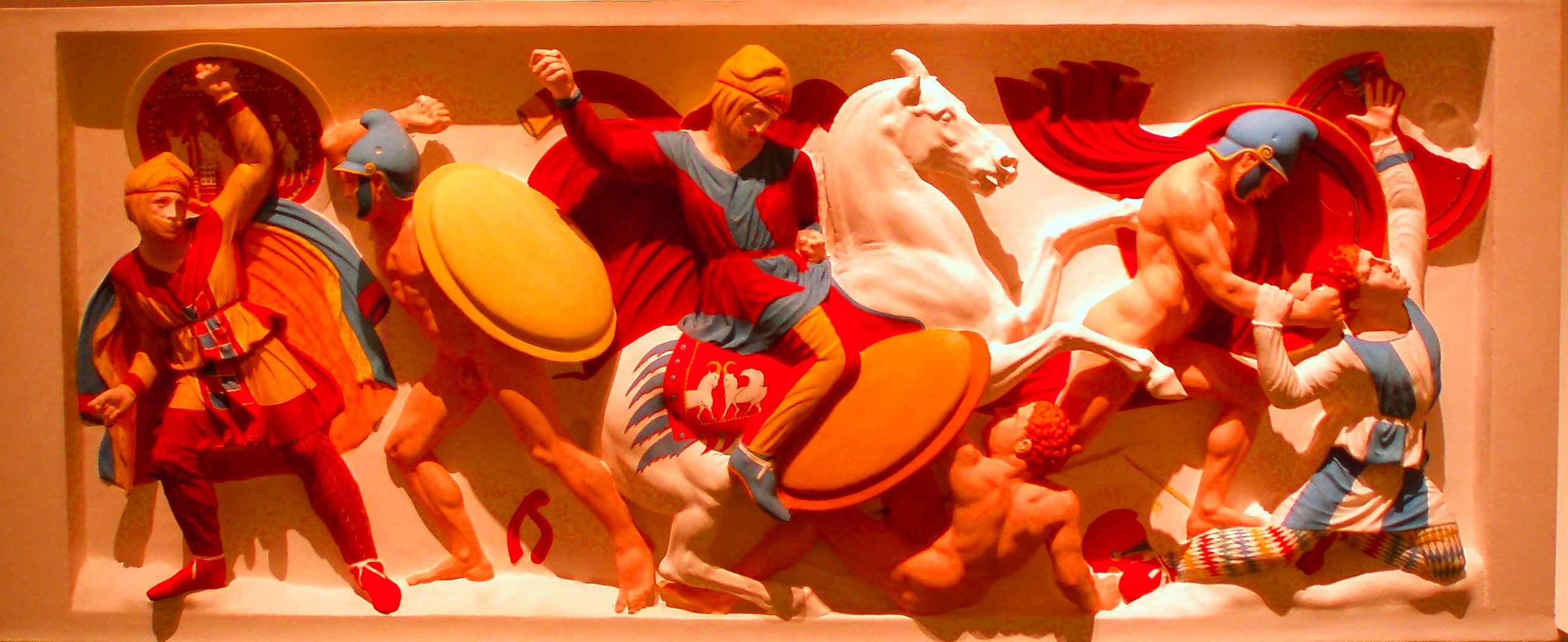
.زخارف ملونة على تابوت الإسكندر الأكبر.

حدث صعود مقدونيا -من مملكة صغيرة في الأطراف الشمالية لليونان الكلاسيكية إلى إمبراطورية حكمت كل العالم الهلنستي وأكثر- في 25 سنة فقط بين عامي 359 و336 ق.م. يرجع هذا الصعود بشكل كبير إلى شخصية وسياسات فيليب الثاني المقدوني. أدت مهارة فيليب العسكرية ورؤيته التوسعية إلى تحقيقه النجاح. إلا أنه كان عليه أولا أن يهدئ الأوضاع التي اضطربت بعد الهزيمة أمام الإليريين والتي قُتل فيها الملك بيرديكاس نفسه. نهب البايونيون والتراقيون الأجزاء الشرقية من المملكة، في حين رسا الأثينيون في ميتوني على الساحل. مستخدما الدبلوماسية، دفع فيليب البايونيين والتراقيين خارج أراضيه وسحق 3000 من مقاتلي الهوبلايت الأثينيين في سنة 359 ق.م. مع راحته المؤقتة من منافسيه، ركز فيليب على استقرار أوضاعه الداخلية وجيشه فوق كل شيء. كان أهم ابتكاراته بلا أدنى شك إدخال الرمح الطويل ضمن سلاح قواته، وجعل جيشه أهم قوة عسكرية في مقدونيا.
تمكن ابن فيليب الإسكندر الأكبر من توسعة القوة المقدونية قليلا على حساب الحكومة المركزية لليونان. بعد ذلك انطلق ليضم في أراضي الإمبراطورية الفارسية حتى مصر غربا وحتى الهند شرقا. صاحب استخدام الإسكندر الأكبر لأنظمة الحكم في الدول المفتوحة نشر الثقافة اليونانية والعلم في إمبراطوريته الشاسعة. على الرغم من انقسام الإمبراطورية لعدة أنظمة هيلينية بعد موته بفترة قصيرة، إلا أن فتوحاته تركت إرثا مستمرا خاصة في المدن الحديثة التي أنشأها في كل الأنحاء الغربية للإمبراطورية الفارسية التي تحدث اللغة اليونانية. عند تقسيم إمبراطورية الإسكندر بين قادته، وقعت مقدونيا تحت حكم سلالة أنتيبارتد، والتي أطاحت بها سلالة أنتجوند بعد عدة سنوات.

### الدول الهلنستية
| الدول الهلنستية |
| --------------- |
|                 |

لم يقم الإسكندر الأكبر بأي تحضيرات لمن يخلفه في الإمبراطورية الحديثة، مما أدى إلى حروب ملوك طوائف الإسكندر بعد موته والتي استمرت أربعين سنة قبل الوصول إلى حالة ما من الاستقرار والتي أدت إلى أربع ممالك:
- الأسرة الأنتيغونية في مقدونيا ووسط اليونان.
- الأسرة البطلمية في مصر ومقرها الإسكندرية.
- السلوقيون في سوريا وبلاد ما بين النهرين ومقرها عكا.
- الأسرة الأتالية في الأناضول ومقرها بيرغامون.

لاحقا ظهرت مملكتان هما المملكة الإغريقية البخترية والمملكة الهندية الإغريقية. ازدهرت الثقافة الهلنستية عن طريق الحفاظ على الماضي. كانت دول الفترة الهلنستية مرتبطة بقوة بماضيها وبمجدها الضائع. احتفظت أثينا بمركزها كأكثر المجالس هيبة تعليميا، خاصة في مجالي الفلسفة والبلاغة، وبوجود المكاتب الكبيرة بها. كانت الإسكندرية مركز التعليم اليوناني وكان في مكتبة الإسكندرية 700,000 مجلد. أصبحت مدينة بيرغامون مركزا هاما لإنتاج الكتب والتي كان في مكتبتها 200,000 مجلد حيث لم يتخطاها سوى مكتبة الإسكندرية. ازدهرت في جزيرة رودس مدرسة لتعليم السياسة والدبلوماسية. تم تأسيس عكا لتكون مركزا يونانيا للتعليم والتي احتفظت بوضعها حتى العصر المسيحي. استبدلت مدينة سلوقية بابل كأكبر مدينة على نهر دجلة.
| الإمبراطورية السلوقية |
| --------------------- |
|                       |

### الإمبراطورية السلوقية
كانت الإمبراطورية السلوقية إمبراطورية هلنستية وأحد البقايا الشرقية للإمبراطورية الأخمينية السابقة بعد سقوطها على يد الإسكندر الأكبر. تمركزت الإمبراطورية السلوقية في الشرق الأدنى. كانت الإمبراطورية السلوقية مركزا للثقافة الهلنستية والتي احتفظت بالتقاليد اليونانية وبالنخبة المقدونية التي كانت تتحدث اللغة اليونانية.
تم إيقاف التوسعات السلوقية في اليونان سريعا بعد عدة هزائم ساحقة بواسطة الجيش الروماني. تم غزو معظم الجزء الشرقي من الإمبراطورية بواسطة البارثيين تحت قيادة ميتريداتس الأول من بارثيا في منتصف القرن الثاني ق.م، إلا أن الملوك السلوقيين استمروا في حكم دولة عاجزة في سوريا حتى غزاها الملك الأرميني ديكرانوس الثاني ثم الإطاحة الكاملة بهم على يد الجينرال الروماني بومبيوس الكبير.

### الإمبراطورية البطلمية
| الإمبراطورية البطلمية |
| --------------------- |
|                       |

كانت السلالة البطلمية أسرة ملكية يونانية والتي حكمت الإمبراطورية البطلمية في مصر أثناء العصر الهلنستي.
كان بطليموس أحد الحراس السبعة والذي خدم الإسكندر الأكبر كأحد جينرالاته ونوابه، وتم تعيينه حاكما على مصر بعد وفاة الإسكندر في 323 ق.م. في 305 ق.م أعلن بطليموس نفسه الملك بطليموس الأول. بعد فترة قصيرة قبل المصريون البطلميين كخلفاء للفراعنة على مصر المستقلة. حكمت عائلة بطليموس مصر حتى الغزو الروماني في 30 ق.م. أخذ كل الحكام الرجال من السلالة الاسم بطليموس.
بدأت مصر البطلمية عندما أعلن بطليموس الأول نفسه فرعون مصر في 305 ق.م وانتهت بوفاة كليوباترا السابعة ملكة مصر وبالغزو الروماني في 30 ق.م. كانت المملكة البطلمية دولة هلنستية قوية والتي امتدت من جنوب سوريا شرقا وحتى القيروان غربا، ومن النوبة جنوبا وحتى البحر المتوسط شمالا. أصبحت الإسكندرية العاصمة ومركز الثقافة والتجارة اليونانية. من أجل كسب اعتراف المصريين اعتبروا أنفسهم خلفاء للفراعنة. أخذ البطالمة اللاحقين التقاليد المصرية وصوروا أنفسهم في الآثار العامة على الطريقة المصرية والملابس المصرية، وشاركوا في الحياة الدينية المصرية. استمرت الثقافة الهلنستية في الازدهار في مصر حتى بعد الغزو الإسلامي. واجه البطالمة الثورات من المصريين كثيرا بسبب كونهم نظاما غير مرغوب فيه كما شاركوا في عدة حروب أهلية وخارجية والتي أدت إلى انحدار المملكة وإطاحة روما بهم.

### الإمبراطورية الرومانية
| الإمبراطورية الرومانية |
| ---------------------- |
|                        |

تُعرف الإمبراطورية الرومانية بأنها أكبر إمبراطوريات العالم القديم وأكثر حضاراته قوة. بعد الحروب البونيقية أصبحت روما أحد أكبر الإمبراطوريات على سطح الأرض، إلا أن توسعها استمر بغزو اليونان وآسيا الصغرى. بحلول 27 ق.م كانت روما تسيطر على أكثر من نصف أوروبا بالإضافة إلى شمال أفريقيا وجزء كبير من الشرق الأوسط. كانت روما أيضا قد طورت ثقافتها الخاصة حيث بنوا فوق الثقافة اليونانية السابقة. منذ عصر أوغسطين وحتى سقوط الإمبراطورية الغربية، سيطرت روما على إيوراسيا الغربية التي تشتمل على معظم سكانها.
بدأ توسع روما قبل أن تتغير الدولة إلى إمبراطورية بفترة طويلة ووصلت إلى ذروة توسعها تحت حكم الإمبراطور تراجان مع غزو بلاد ما بين النهرين وأرمينيا في 113 م. شهدت فترة «الأباطرة الخمسة الجيدين» عدة سنوات سلام كانت الإمبراطورية فيها مزدهرة. حكت السلالة النيرفية الأنطونية الإمبراطورية الرومانية من 96 إلى 192 م. هؤلاء الأباطرة هم نيرفا وتراجان وهادريان وأنطونيوس بيوس وماركوس أوريليوس ولوسيوس فيروس وكومودوس.

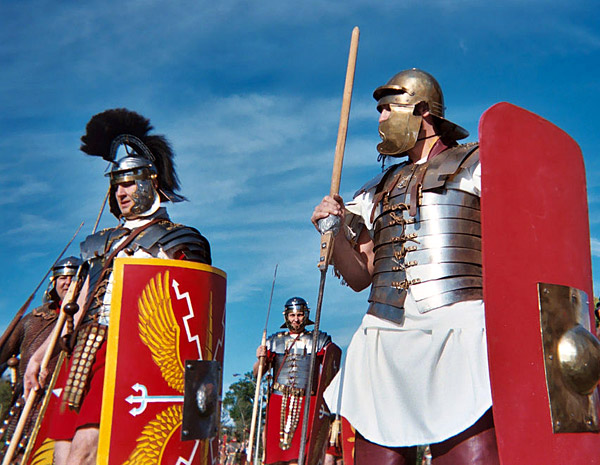
جنود من الجيش الروماني (تصوير تاريخي)

يطلق على آخر اثنين من الأباطرة الخمسة الجيدين وكومودوس اسم الأنطونيين.بعدهم تجه نيرفا إلى نظام جديد، حيث استعاد كثير من الازدهار المفقود وأشرك مجلس الشيوخ الروماني في حكمه. بدءا من 101، أطلق تراجان حملتين عسكريتين ضد أثرياء الذهب في داقية، والتي غزاها أخيرا في 106 (انظر الحروب التراجانية الداقية). في 112، زحف تراجان على أرمينيا واستولى عليها وضمها للإمبراطورية الرومانية. بعد ذلك اتجه جنوبا إلى بارثيا حيث استولى على عدد من المدن قبل أن يعلن بلاد ما بين النهرين مقاطعة رومانية، وأعلن أن سنه أكبر من أن يتبع خطى الإسكندر الأكبر. أثناء فترة حكمه، تمددت الإمبراطورية الرومانية إلى أقصى اتساع لها ولن تتمدد بهذا الشكل شرقا أبدا بعد ذلك. اتسم عهد هادريان بانعدام الصراعات العسكرية، إلا أنه كان عليه الدفاع عن المساحات الشاسعة التي تركها له تراجان.
في قمة اتساعها، حكمت الإمبراطورية الرومانية حوالي 5,900,000 كيلومترا مربعا من الأراضي. يستمر تأثير روما القديمة في ثقافة وأدب وفن وتكنولوجيا وقانون ودين ولغة وحكومة وجيش وهندسة الحضارة الغربية حتى اليوم.

## هضبة أوراسيا القديمة

### سكيثيا
أعطى اليونانيون القدماء الاسم سكيثيا لكل الأراضي الواقعة في شمال شرق أوروبا وشمال البحر الأسود. طبقا للكاتب من جامعة أوكسفورد صامويل أروسميث، ولكل من ب. فيلوز ولوك جرافيز في كتابهم قواعد الجغرافيا القديمة في 1832، فإن سكيثيا عبارة عن جزئين: سكيثيا الخارجية وسكيثيا الداخلية والذان يغطيان مساحة تبلغ 2,924,096 كيلومترا مربعا.
سكن السكيثيون –الاسم الإغريقي للشعب الرحلي- سكيثيا على الأقل منذ القرن الحادي عشر ق.م وحتى القرن الثاني الميلادي. اختلف امتدادهم وتمركزهم مع الوقت ولكن غالبا ما امتدوا بعيدا في الغرب.

### سارماتيا
كان السارماتيون (باللغة اليونانية: Σαρμάται) أحد الشعوب الإيرانية في العصر الكلاسيكي القديم، والذين ازدهروا بين القرنين الخامس والرابع ميلاديا. تحدثوا اللغة السكيثية وهي لغة هندو أوروبية من عائلة شرق إيران.
بعد قدومهم من آسيا الوسطى، بدأ السارماتيون الهجرة نحو الغرب في القرن السادس ق.م حيث سيطروا على سكيثيا بحلول القرن الثاني ق.م. اختلف السارماتيون عن السكيثيين في تقديسهم لإله النار بدلا من إله الطبيعة، وفي دور نسائهم الواضح في الحرب، والذي أدى إلى إلهام الأمازونيات. في قمة توسعهم في القرن الأول الميلادي، امتدوا من نهر فيستولا وحتى منبع نهر الدانوب وشرقا حتى نهر الفولجا حيث كانوا يطلون على سواحل البحر الأسود وبحر قزوين، وحتى القوقاز جنوبا. قابلت أراضيهم -التي عرفها اليونانيون باسم سارماتيا- الجزء الغربي من سكيثيا العظمى (أوكرانيا الحديثة وجنوب روسيا وأيضا جزء من شمال شرق البلقان ومولدوفيا). طبقا للمؤلفين أروزسميث وفيلوز وجرافيز في كتابهم قواعد الجغرافيا القديمة والمنشور في 1832 فإن سارماتيا كان لها جزءان: جزء أوروبي وجزء آسيوي والتي غطت مساحة إجمالية بلغت 1,302,764 كيلومترا مربعا.
| شيونغنو |
| ------- |
|         |

### شيونغنو
كانت شيونغنو إمبراطورية رحلية والتي ازدهرت في وسط آسيا. لا يزال أصل شيونغنو محل خلاف إلا أنهم غالبا ما كانوا يتحدثون لغة إيرانية أو بروتو تركية أو بروتو منغولية أو لغة ينيسية. غزا شعب شيونغنو معظم منغوليا الحديثة تحت قائدهم تومان (220-209 ق.م) في القرن الثالث ق.م. أثناء فترة حكم مودو (209-174 ق.م) حيث هزموا كلا من دونغو في الشرق وييزي في الغرب وبدأوا تهديد هان الصينية.
تم بناء سور الصين العظيم من أجل حماية الصين من غزوات شيونغنو.في حين كان الصينيون يحاولون السيطرة على شيونغنو، حدث شيء غاية في الأهمية. حيث خدم تنوع كبير من الشعوب (كالتجار والسفراء والآباء) كمساعدين في نقل بعض الأفكار والقيم والطرق على طول حدود الثقافية لشيونغنو. ساعدت هذه الشعوب في نقل الثقافات للثقافات الأخرى وتعلمها من بعضها. تفكك إمبراطورية شيونغنو إلى جزئين أثناء القرن الأول، وفي النهاية سقطت إمبراطورية شيونغنو بعد الهزيمة في حروب هان وشيونغنو.

### إمبراطورية الهون
| الإمبراطورية الهونية |
| -------------------- |
|                      |

كان الهون شعبا رحليا معروفا بامتلاكهم جحافل من الرماة. كانت لغتهم تبدو كما لو كانت تركية إلا أنها كانت منغولية ينيسية. بعد 370 وتحت حكم بالامبير أسس الهون إمبراطورية في شرق أوروبا بعد هزيمتهم للألان والقوط. سبب الهون عصر الهجرات العظيمة والتي أدت في النهاية إلى انهيار الإمبراطورية الرومانية الغربية.
بعد وفاة روجيلا في 434 أصبح أبناء أخوانه موندزوك وأتيلا وبليدا المسيطرين على قبائل الهون. حكم أتيلا من الهون إمبراطورية الهون من 434 إلى 453. تحت حكمه كإمبراطور لإمبراطورية الهون، امتدت الإمبراطورية من ألمانيا إلى نهر أورال ومن نهر الدانوب إلى بحر البلطيق. غزا هونك خاقان إمبراطور إمبراطورية الهون أوروبا. أنهك صعود الهون حوالي 370 الممالك القوطية. هاجر الكثير من القوط إلى الأراضي الرومانية في البلقان، بينما بقي البعض في شمال الدانوب تحت حكم الهون.
أثناء فترة حكم أتيلا للهون، كان أكثر الأعداء المخيفين لكل من الإمبراطورية الرومانية الغربية والشرقية. غزا أتيلا البلقان مرتين وزحف نحو بلاد الغال (فرنسا الحديثة) حتى وصل إلى أورليان قبل أن يُهزم في معركة شالون. على الرغم من أن غزوه لبلاد الغال توقف في شالون، إلا أنه ظهر في شمال إيطاليا في السنة التالية. بعد وفاة أتيلا في 453، انهارت إمبراطورية الهون.